# Heiligerlee

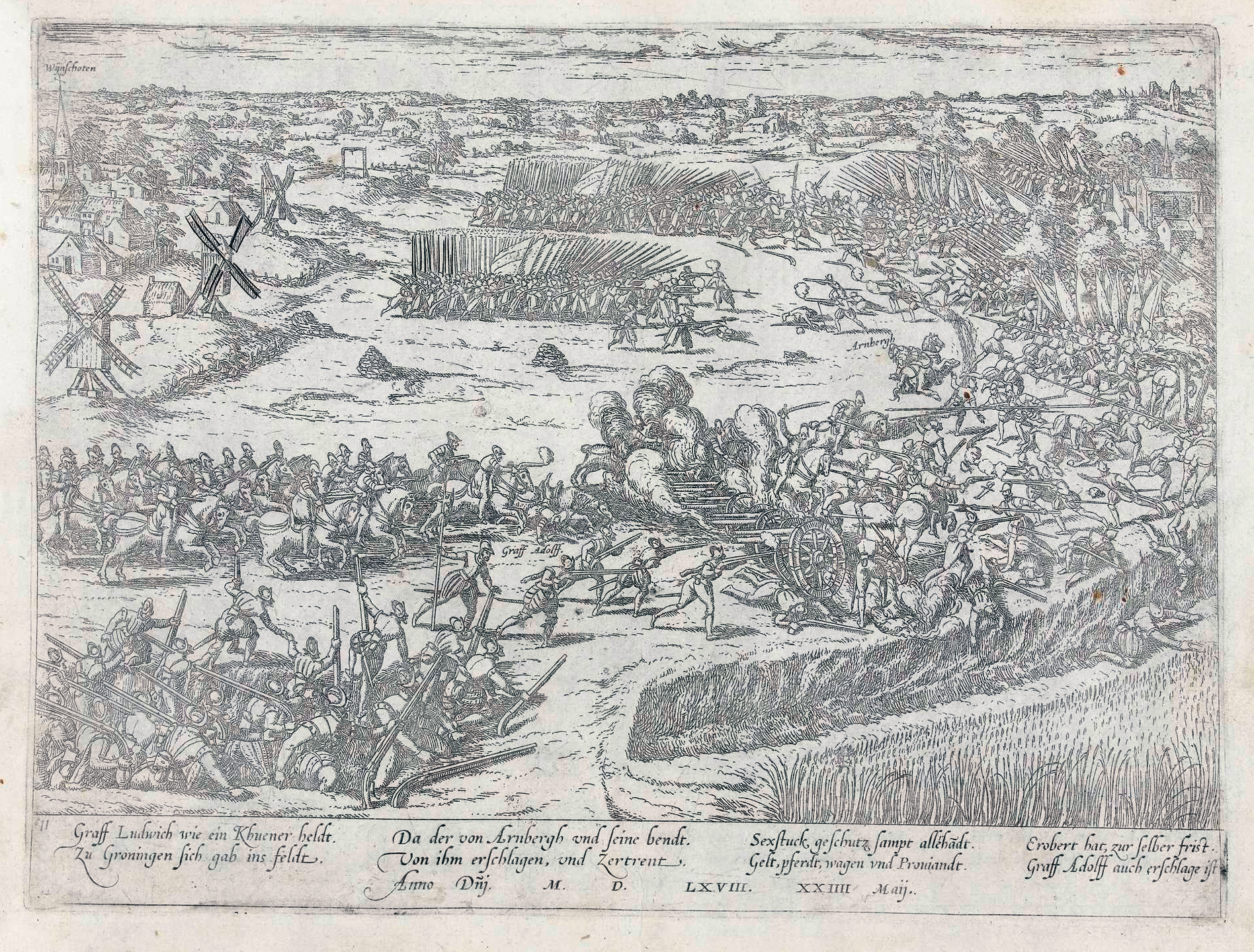
Schlacht von Heiligerlee

Heiligerlee ist ein kleiner Ort mit 1.455 Einwohnern (Stand: 1. Januar 2024) im Osten der Provinz Groningen in den Niederlanden, etwa 3 km westlich der Stadt Winschoten gelegen. Kommunalpolitisch gehört Heiligerlee zur Gemeinde Oldambt.
In Heiligerlee begann am 23. Mai 1568 mit der Schlacht von Heiligerlee der Achtzigjährige Krieg zwischen der Republik der Vereinigten Niederlande und Spanien. In dieser ersten Schlacht kämpften auf morastigem Gebiet 4200 Wassergeusen unter der Führung der Grafen Ludwig und Adolf von Oranien-Nassau, Brüder von Wilhelm von Oranien, gegen 3200 gut ausgebildete Soldaten des katholisch-spanischen Heeres, die Graf Johann von Ligne befehligte. Die Geusen siegten; aber Adolf von Oranien-Nassau fiel in diesem Kampf.
Zur Erinnerung an die Schlacht findet man heute in Heiligerlee ein Monument, das zum 300. Jahrestag der Schlacht 1868 von König Wilhelm III. enthüllt wurde.
In Heiligerlee bestand seit dem 13. Jahrhundert ein Prämonstratenser-Nonnenkloster (Mons Sinaï), das vom Mutterkloster Schildwolde gegründet wurde. Heute sind davon nur noch die rekonstruierten Grachten zu sehen.

## Söhne und Töchter des Ortes
- Tjapko van Bergen (1903–1944), Ruderer

## Bilder

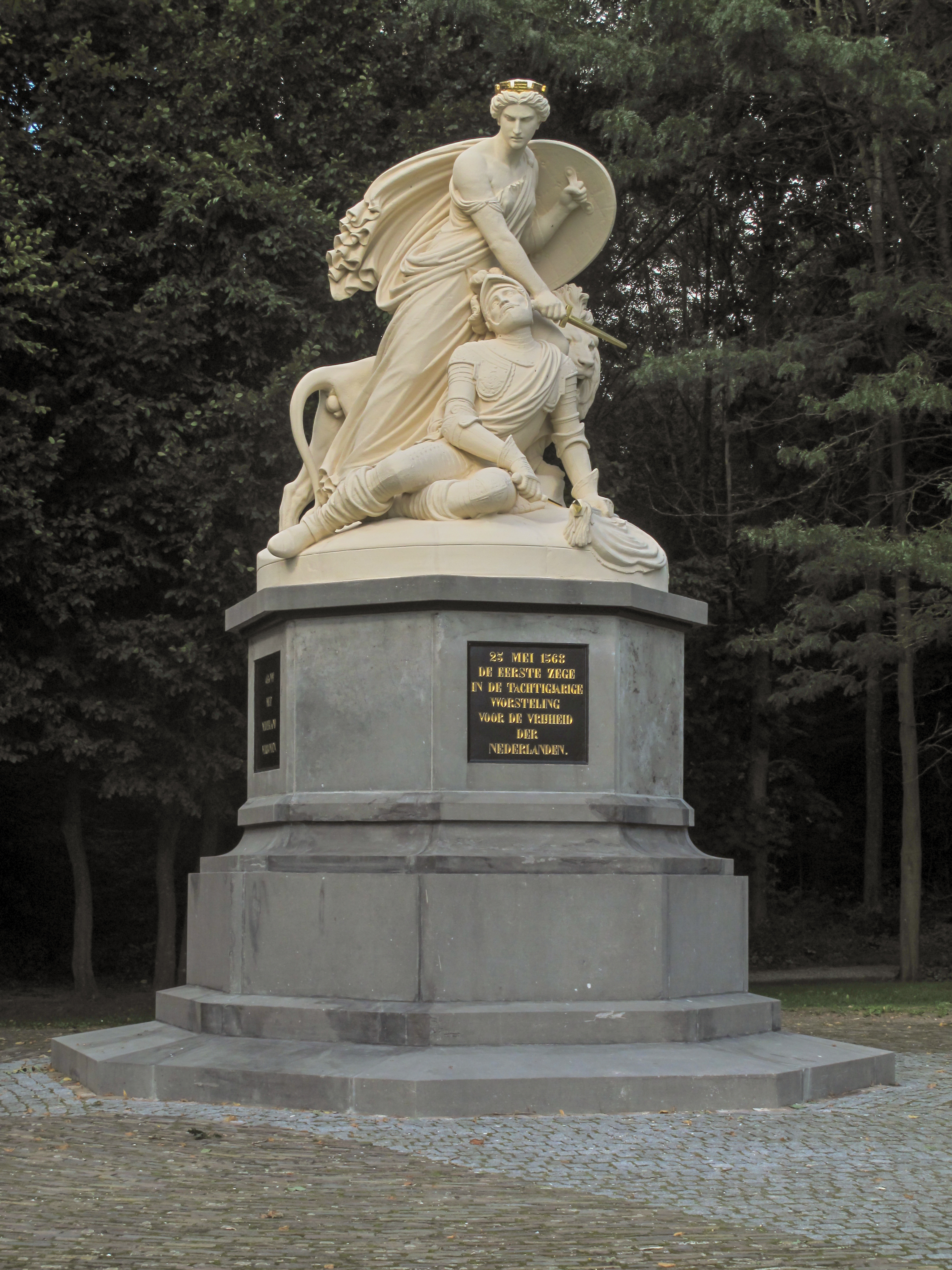
Heiligerlee, Kriegsdenkmal: Schlacht von Heiligerlee
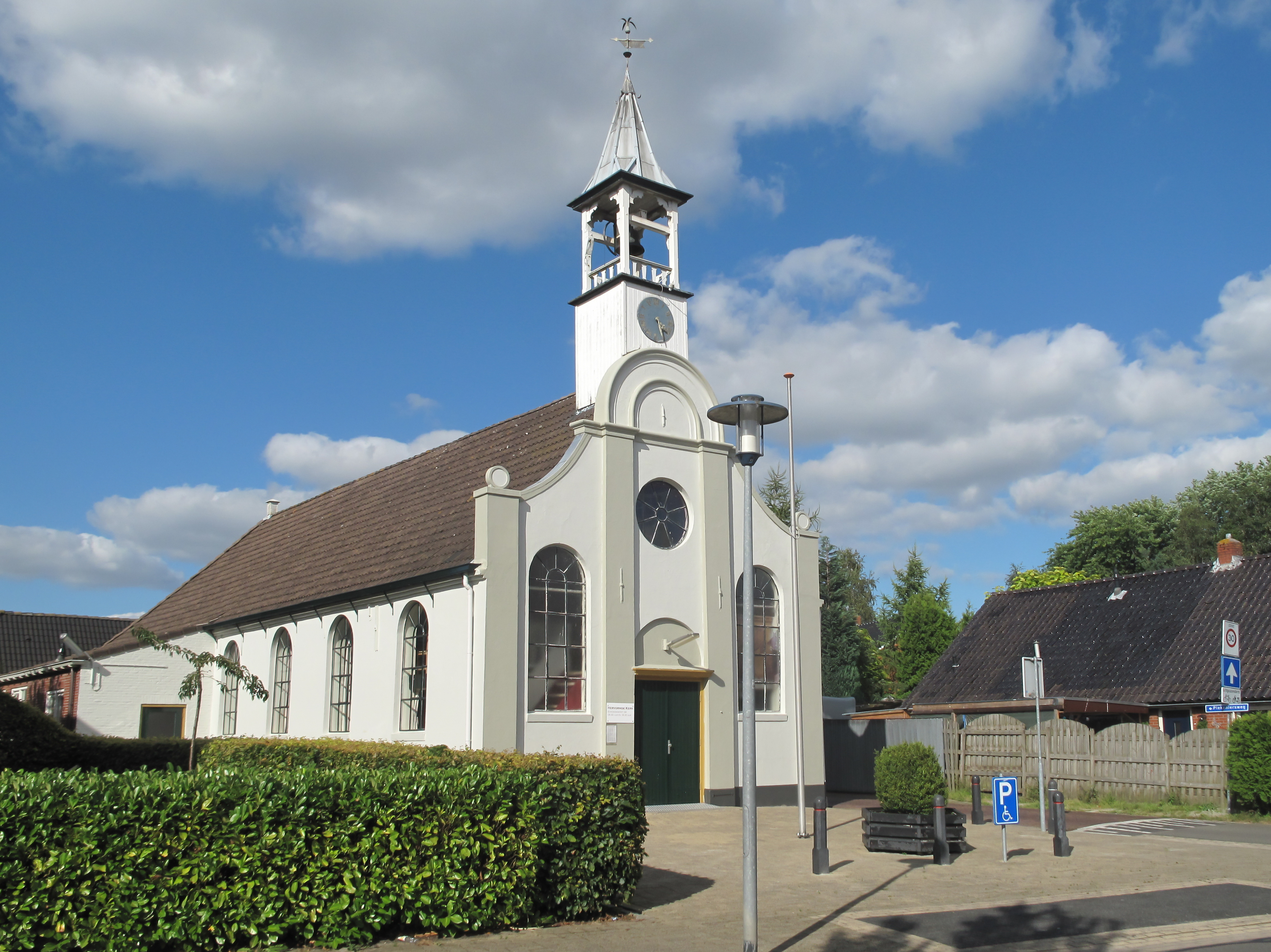
Heiligerlee, Kirche von Graaf Adolf Stichting